# 常年期
常年期是基督宗教的禮儀年曆中時間最長的一個節期，特別是指拉丁禮天主教會的禮儀年當中的普通禮儀期間，雖然其他西方基督教宗派的禮儀體制也使用這個名詞。整個常年期是佔全年的一半。常年期的的禮儀顏色是綠色。

## 天主教會
依據天主教會在1970年起使用迄今的拉丁禮禮儀形式，常年期分為兩段：
- 前段：從主受洗日（英语：Baptism of the Lord）開始，至聖灰禮儀星期三結束。
- 後段：從聖神降臨節後第一個星期一開始，至將臨期第一主日（聖誕節前的第四個星期日）結束。

常年期以週來作為計算單位，部分主日亦為教會節日或慶日，如天主聖三節、基督普世君王節等。常年期為期34週，各主日以「常年期第○○主日」稱之，但有時會根據每年聖誕節與復活節日期的不同而減少；惟常年期第34主日（即基督普世君王節）必定是常年期最後一個主日，時間也固定在聖誕節前的第五個星期日。

## 聖公會
依據英格蘭聖公會的公禱書及公共崇拜禱文書，常年期分為兩段：
- 前段：從奉獻基督於聖殿日後一天開始，至大齋首日結束。主日的名稱為「大齋前第○○主日」。
- 後段：從聖靈降臨日後的星期一開始，至將臨期第一主日（聖誕節前的第四個星期日）結束。主日的名稱在諸聖日前為「三一後第○○主日」，諸聖日後則為「將臨前第○○主日」

部分地區聖公會不設常年期，常年期前段為顯現期之延伸，而常年期後段則由聖靈降臨期取代。